# Rincón (Porto Rico)
Pour les articles homonymes, voir Rincón.
La municipalité de Rincón, sur l'île de Porto Rico (Code International : PR.RC) couvre une superficie de 36 km² et regroupe 15 187 habitants en 2020.

## Personnalités liées à la ville
- Jaime Sánchez, acteur né en 1938 à Rincón